# Passarel·la de vaixell

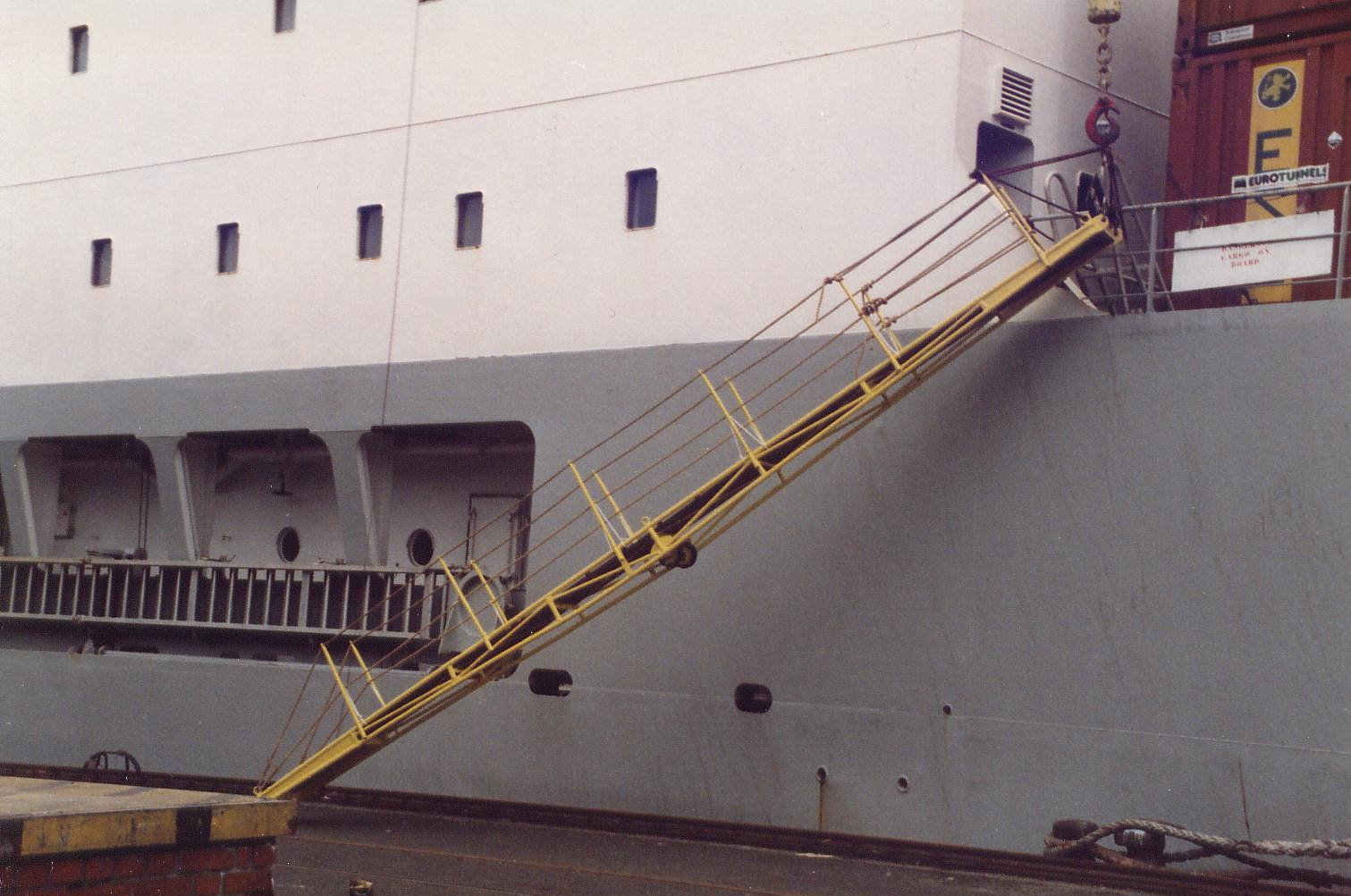
Passarel·la plegada d'un vaixell d'ultramar

Una passarel·la nàutica (alemany: „Laufgang“) són estructures dissenyades per facilitar l'accés segur entre el moll o els vaixells auxiliars, permetent embarcar i desembarcar passatgers d'un vaixell.

## Orígens
La forma primitiva de la passarel·la era una drissa rebaixada per arribar a bucs més alts, més còmode que una escala de corda. L'ús actual va anar evolucionant en lloc de les cordes com a mitjà o camí d'accés al vaixell.

## Descripció
En el transport marítim, una passarel·la és una part integral del vaixell i es pot plegar fora del vaixell o possiblement empènyer-se hidràulicament o baixar de la coberta o, de manera similar a un pont, és un component independent. Als vaixells de vela antics, la barana de la passarel·la sol ser una corda elaboradament decorada.
Una passarel·la també s'anomena "passeig per la costa" (foto superior) o (en francès) "passerella". En el transport marítim en particular, això també es coneix com a passarel·la.

## Galeria

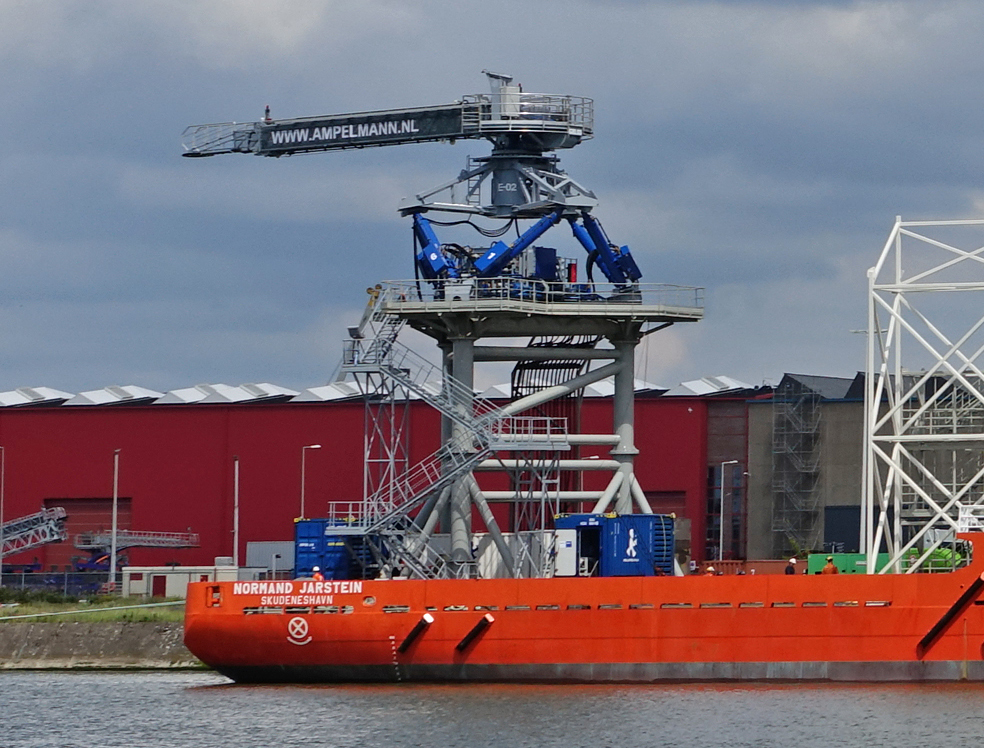
El sistema Ampelmann utilitza un hexàpode per a una passarel·la per compensar l'onatge. Això facilita la transferència entre el proveïdor i les estructures offshore.
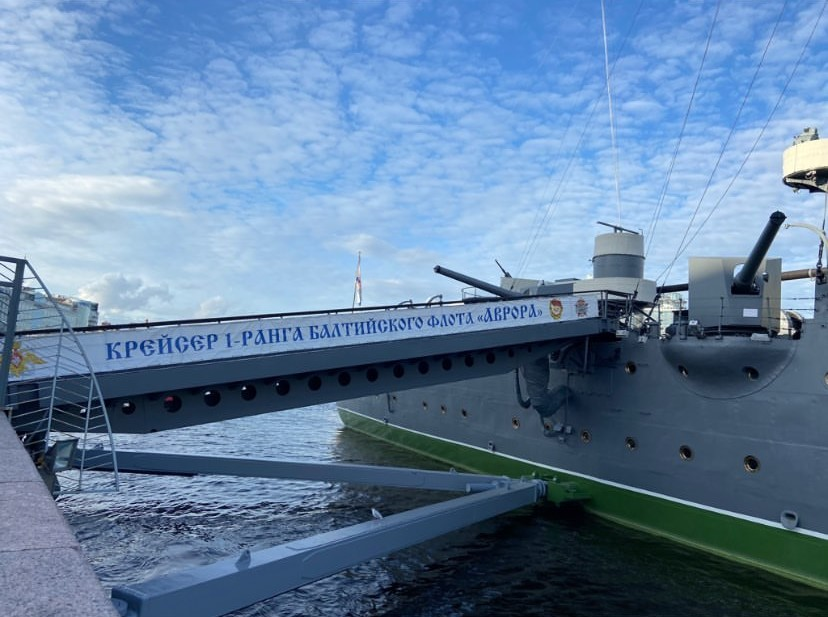
Passeres del creuer "Aurora"
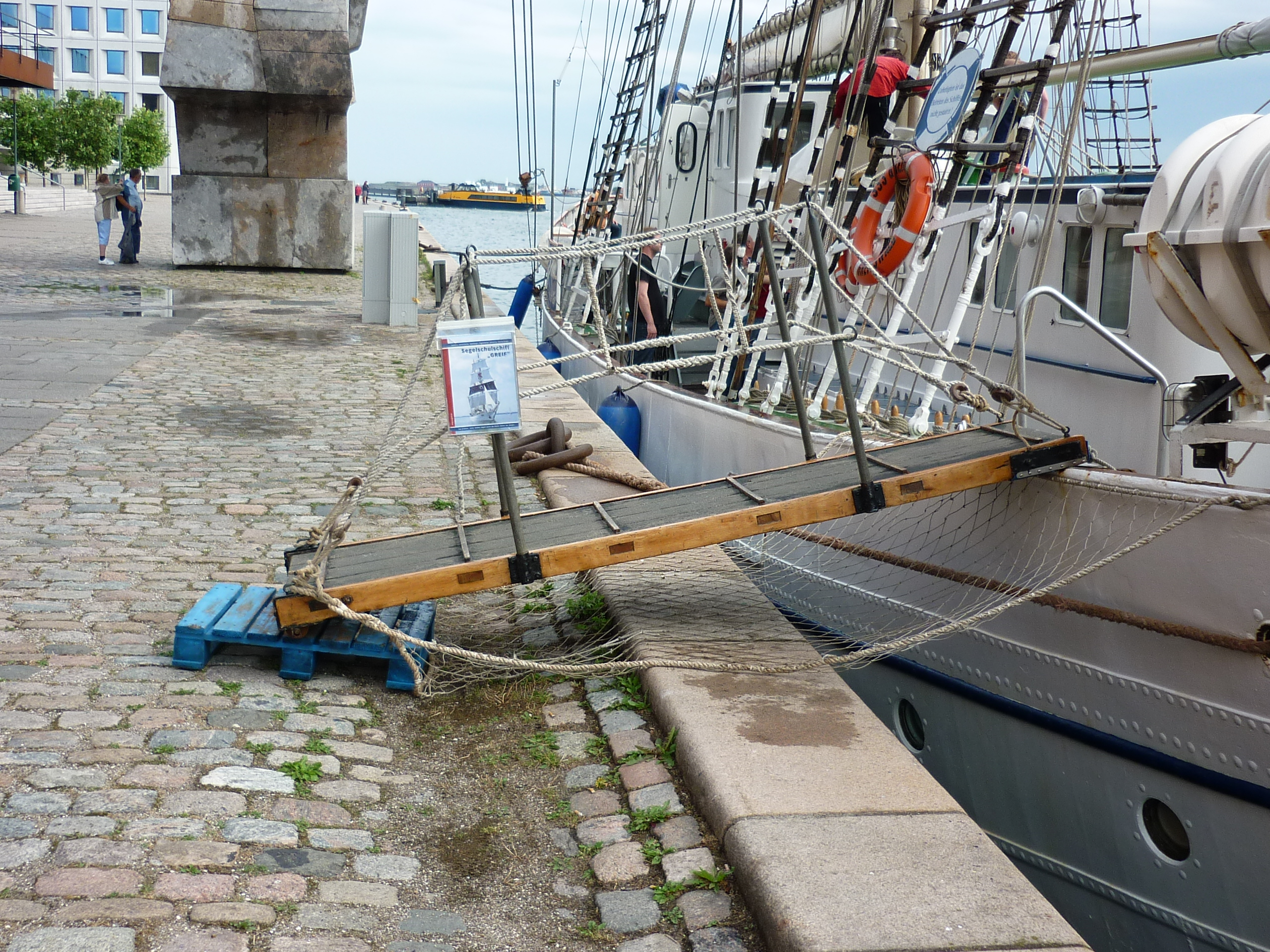
Passerella del bergantí de la goleta Greif (Stelling)
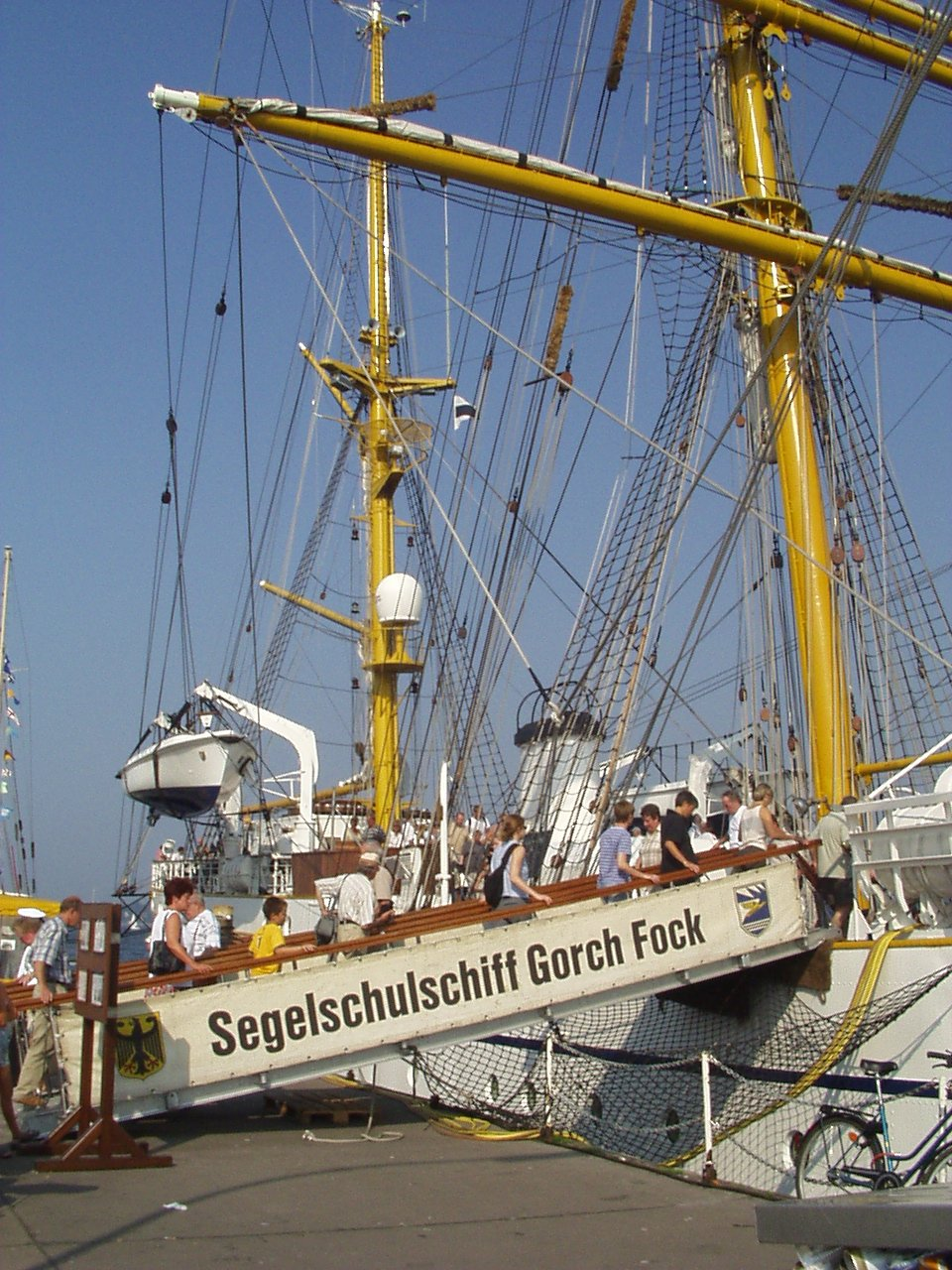
Passerella del Gorch Fock